# Persontåg

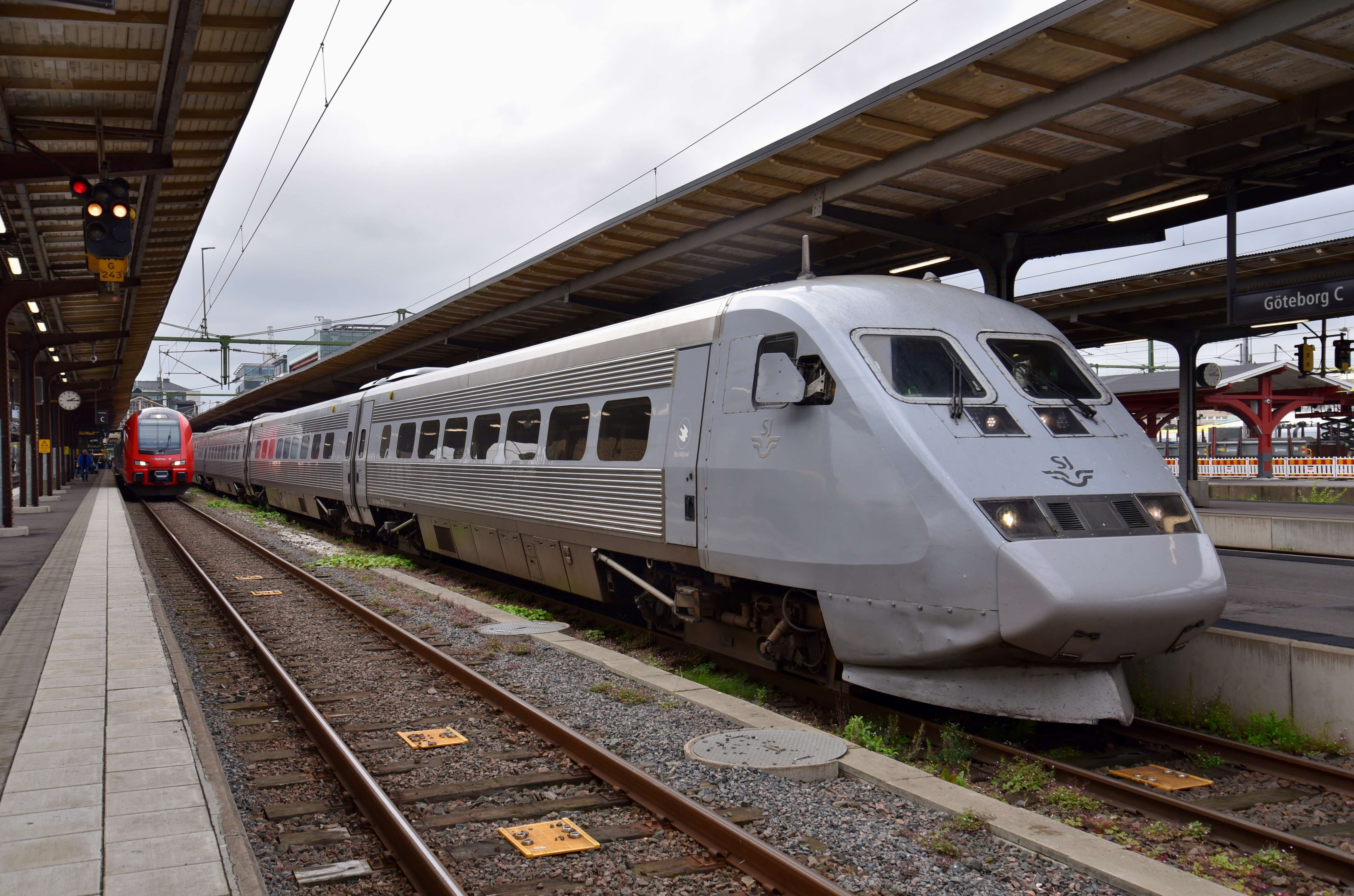
Ett X 2000-tåg på Göteborgs centralstation 2019.

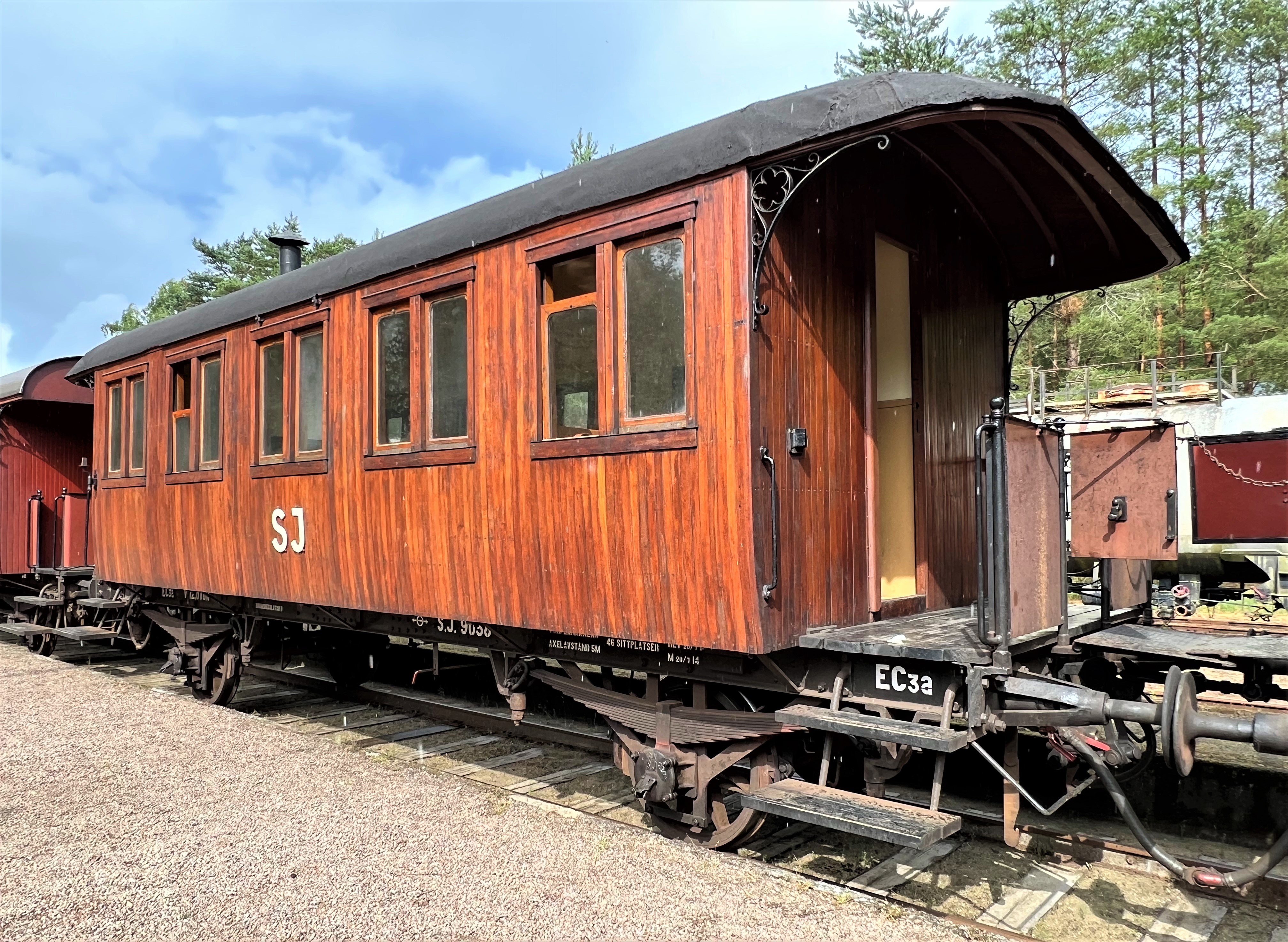
En äldre personvagn tillverkad 1898.

Ett persontåg, även kallat passagerartåg eller resandetåg, är ett tåg vars vagnar är avsedda för transport av passagerare. En variation av persontåg finns samt kan vara verksam från urban till internationell nivå. Tåg för bara gods kallas för godståg.
Persontåg var ursprungligen benämningen på ett tåg som främst var avsett för befordran av passagerare, men som dessutom medförde ilgods och lättare styckegods. Persontåget hade därför lägre hastighet än snälltågen och gjorde uppehåll vid alla eller de flesta stationer på den bandel som det trafikerade.

## Historisk utveckling
I järnvägens barndom var det loket som utgjorde den stora kostnaden. För att få så hög inkomst som möjligt för ett tåg så bestod tågen därför ofta av både godsvagnar och personvagnar. Det fanns oftast inte renodlade godståg och passagerartåg.
Under 1900-talets början fann man att passagerarna ville resa snabbare, medan godstransportörerna ville ha tyngre laster. Man separerade då tågen: passagerartåg med högre hastighet och godståg som var tyngre och långsammare. Den högre hastigheten erhölls genom att ångloken växlades upp med större drivhjul och ibland med vevtapparna längre in mot centrum (snälltågslok), vilket gav längre sträcka per hjulvarv, men lägre dragkraft.
Olika typer av järnvägståg uppstod efter tågens olika ändamål och utrustning och de benämndes expresståg, snälltåg, persontåg och godståg. Med "blandat tåg" menades ett sådant tåg, som var anordnat för befordran av både personer och gods.

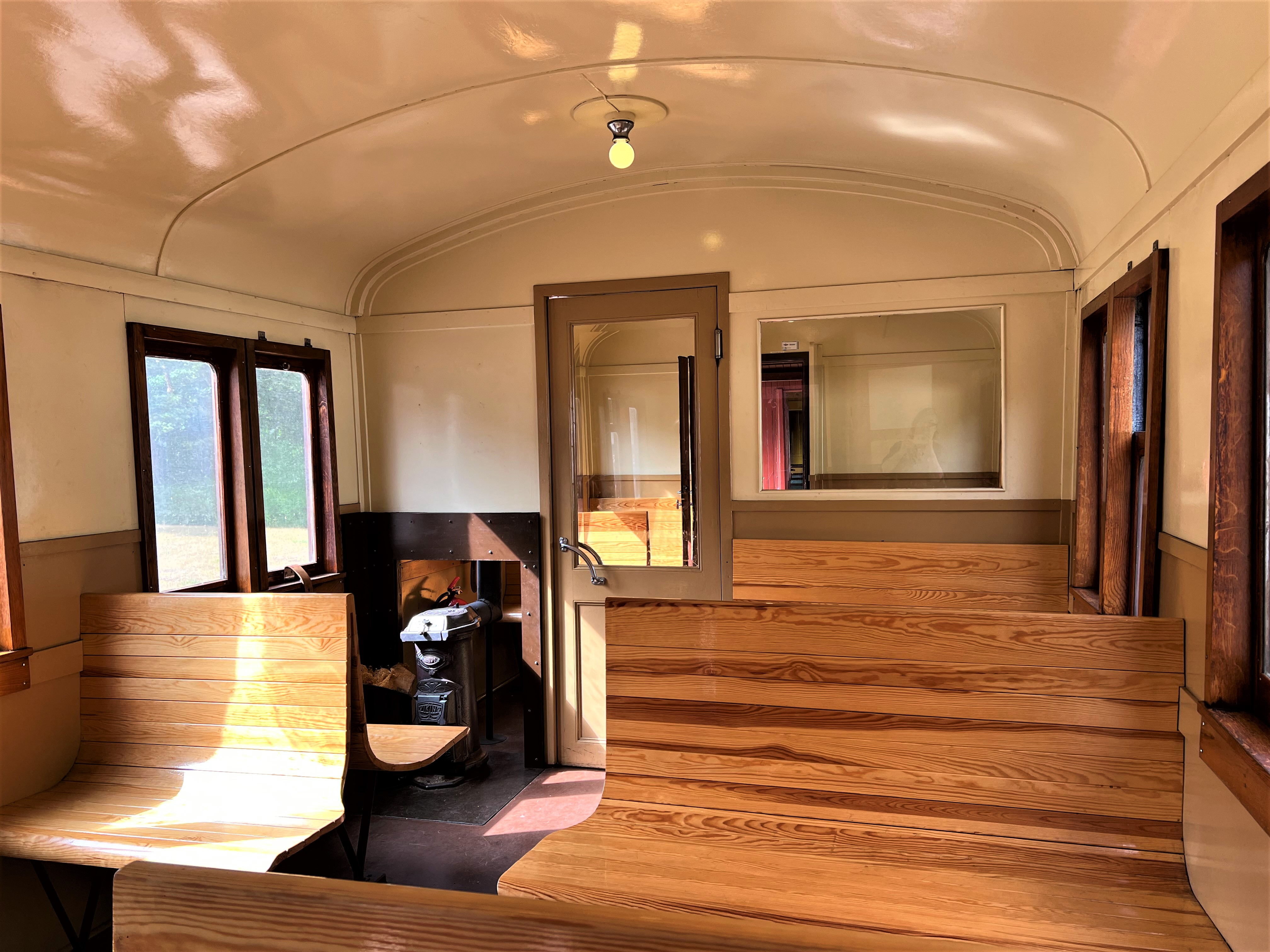
Interiör i tredje klass från 1898

### Klasser
Ursprungligen tillhandahölls normalt tre olika vagnsklasser, där första klass motsvarande den högsta graden av komfort, medan tredje klass vanligen hade träbänkar. Andra klass var då en mellanform. Den mycket korta Malmö–Limhamns Järnväg var unik i Sverige genom att även erbjuda fjärde klass (endast ståplats). Dock saknade man där de två högsta vagnsklasserna.
Under 1900-talet skedde en utjämning av komforten och antalet resor i första klass var litet. Skillnaden bestod huvudsakligen i utrymmet per passagerare. En förstaklasskupé hade fyra sittplatser, en andraklasskupé sex och en tredjeklasskupé åtta platser. Första klass i dagtåg förekom endast på ett fåtal sträckor. 
1956 genomfördes en reform, som innebar en reducering till två vagnsklasser.

### Pollettering av resgods
Det var vanligt att passagerarna fick byta tåg flera gånger. Vagnarna var obekväma med höga trappsteg från perrongen och upp i vagnen. Därför var hantering av passagerares resgods en viktig service och en resgodsvagn eller godsfinka medföljde passagerartågen. Passagerarna lämnade in, poletterade, sina resväskor på stationen och de avhämtades vid den slutliga destinationen. I de snabba passagerartågen medfördes post och il- och expressgods. Från slutet av 1900-talet avskaffades polletteringen och med dem även vagnarna för resgods.

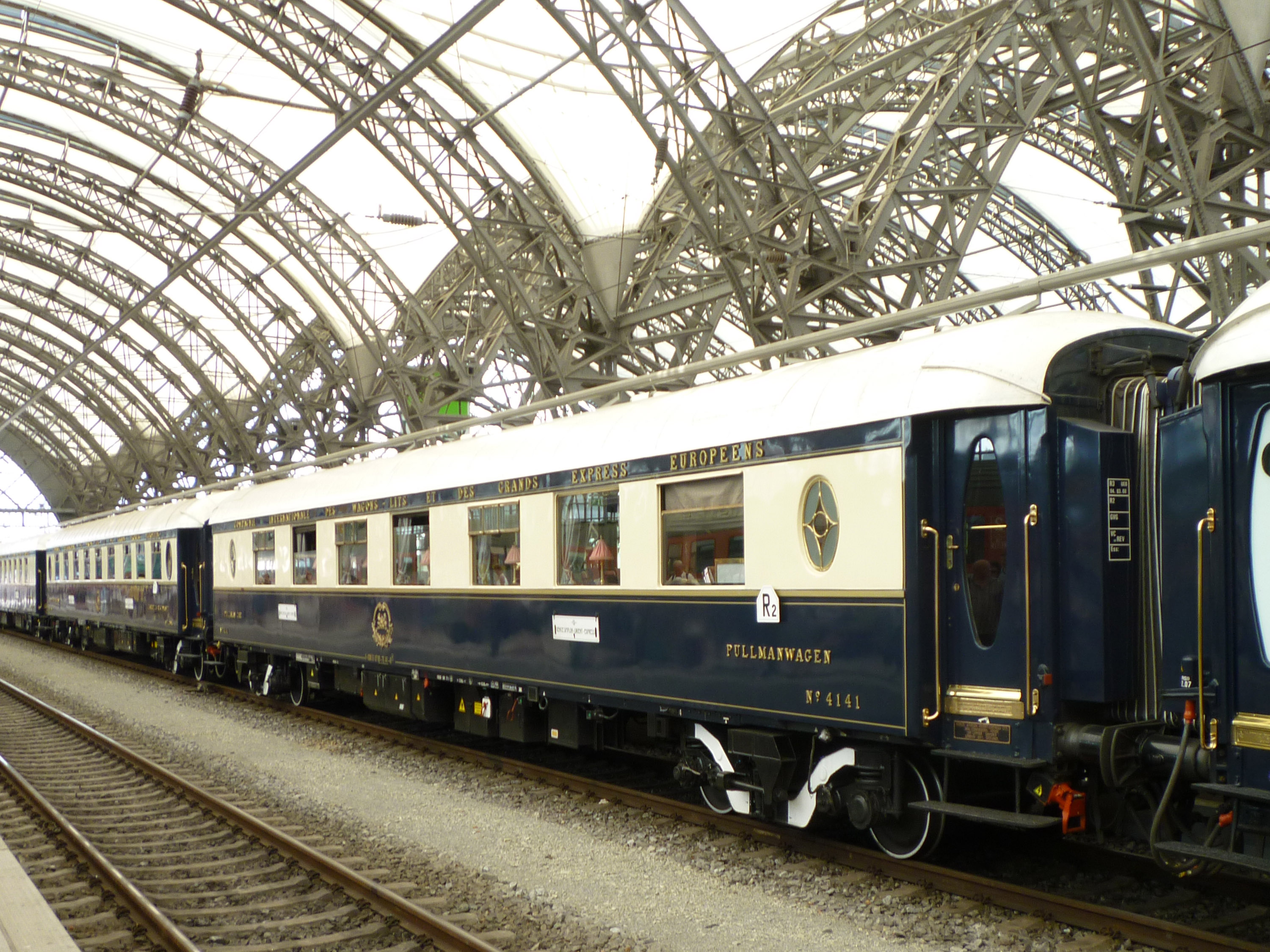
Lyxig Pullmanvagn i Venice Simplon Orient Express.

### Resandeformer
Efter hand utvecklades olika former för resande på passagerartågen.
- Ståplats. Normalt bara på lokala tåg, där man prioriterar att få komma fram snabbt före att resa bekvämt.
- Sittplatsen utvecklades från enkla träbänkar till bekväma fåtöljer. Jfr. sittvagn.
- Liggplats. Förekommer med nedfällbara britsar eller nedfällbara ryggstöd och man ligger med kläderna på. Jfr. liggvagn och nattåg.
- Sovplats. Finns i särskilda kupéer med två till fyra bäddar ovanpå varandra. Man byter om och sover i bäddad säng.[4] Jfr. sovvagn och nattåg.

### Rökare
Från början tilläts rökning överallt. Sedan separerades rökkupéer och rökfria kupéer. Numera är det i Sverige totalt rökförbud på alla tåg. Utomlands är det oftast rökförbud.

### Förflyttning i tågen
På de första persontågen i England hade varje kupé egna dörrar direkt i vagnssidorna. Senare blev det vanligt med kupéer mot en inre korridorer eller rena salongsvagnar. Mellan vagnarna satte man dit gångbryggor så man kunde förflytta sig från vagn till vagn. Gångbryggorna kompletterades senare med skyddande bälgar. I slutet av 1900-talen byggdes vagnarna ihop med en ledbar ram som ger en bullerfri öppning igenom hela tåget, som i pendeltåget X60 där det är helt öppet mellan alla sex vagnarna.

### Klimatanläggningar
För tåg i vinterklimat blev det nödvändigt med uppvärmning av passagerarutrymmena. Dels förekom kaminer i varje vagn och dels matade man ånga från ångloken genom ett rörsystem i vagnarna som anslöts med slangar mellan vagnarna. Snart fann man dock att en särskild s.k. ångfinka som levererade het ånga till alla vagnar var mer ändamålsenlig. När banorna elektrifierades anordnades i stället elektrisk uppvärmning. I slutet av 1900-talet infördes även luftkonditionering på nya persontåg.

### Toaletter
Toaletter bestod först av ett hål som mynnade rakt ned på banvallen. Numera används toaletter med slamtank och ofta det i Sverige utvecklade vakuumsystemet. Lokaltåg har ofta inga toaletter.

### Måltider
På de tidiga långväga tågen gjordes längre uppehåll, så att passagerarna kunde proviantera på stationerna. I början på 1900-talet tillkom särskilda restaurangvagnar och senare även kafévagnar eller ambulerande servering.

## Specifikationer av persontåg

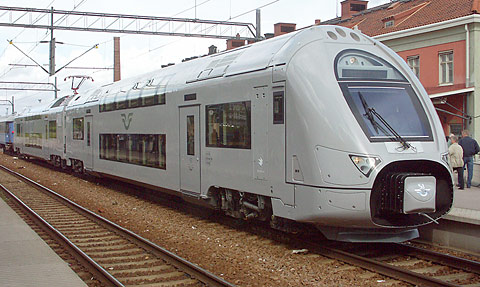
En X40, ett persontåg med två våningar (Eskilstuna C)

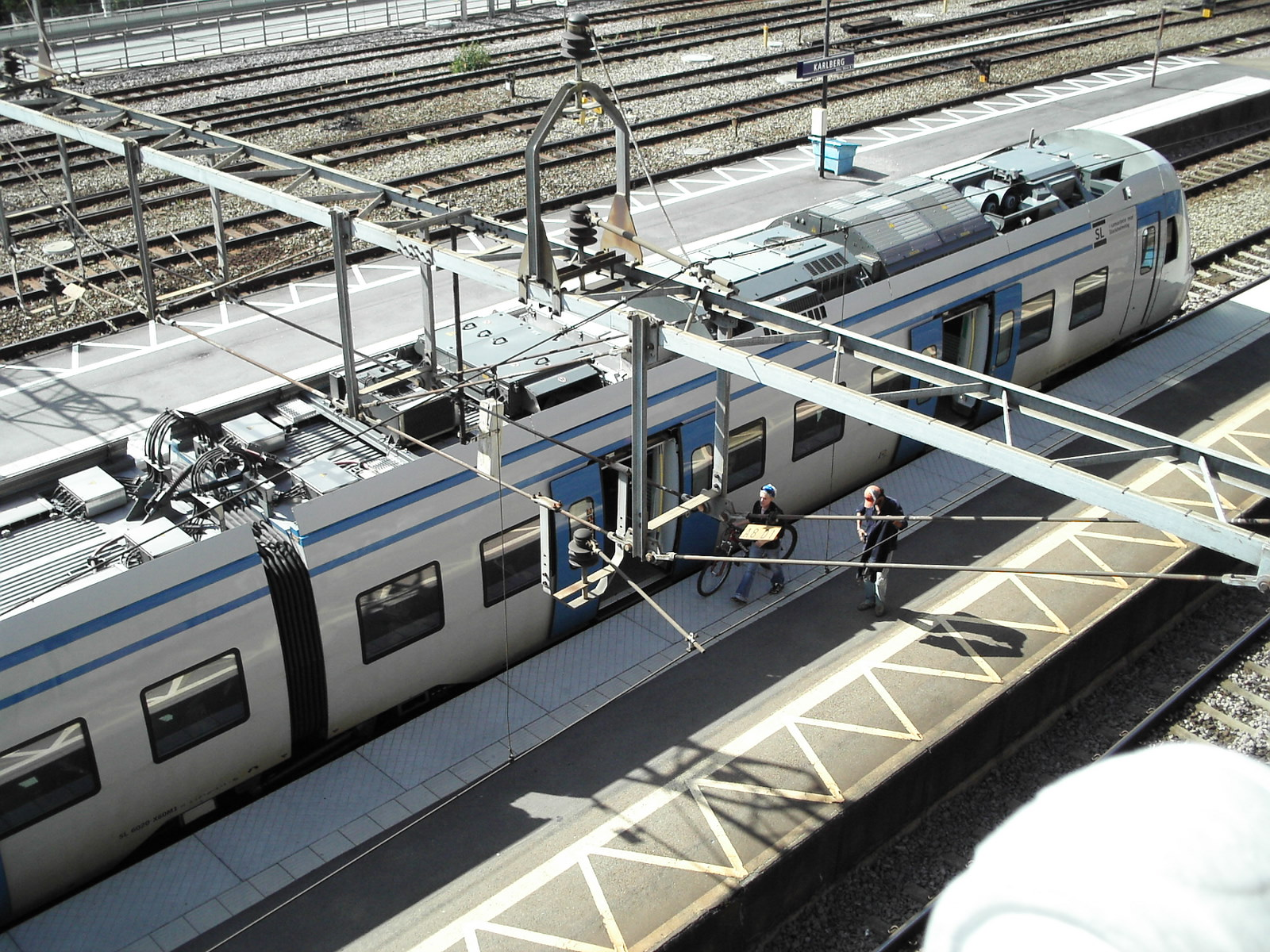
Pendeltåget X60 vid Karlberg.

Beställarna specificerar de egenskaper ett tågsätt ska ha för att passa de tänkta resenärerna bäst. Egenskaper som man vanligen väljer bland är:
- Utrymme.
  - Kupéns bredd har tidigare varit anpassad till lastprofil A med bredden 3400 mm. Det har gett plats för 2 + 2 säten i bredd även om äldre pendeltåg haft 2 - 3 säten vilket anses trångt. Nya tåg, till exempel Regina X50 och pendeltåget X60, utnyttjar den nya lastprofil C med bredden 3600mm och vagnsbredden 3450 mm, vilket ger gott om plats för 2 + 3 säten. Dessa tåg är smalare i plattformshöjd men bredare i sitthöjd.
  - Vissa tåg kan ha två våningar, till exempel svenska X40. Det ger bättre utsikt från övervåningen. Men utrymmesmässigt förlorar man mycket i trappor och teknikutrymme eftersom elutrustning varken kan placeras under eller över kupéerna.
  - Bagageutrymme finns på fjärrtåg men vanligen ej på lokala pendeltåg.
- Bekvämlighet. Viktigare ju längre restiden är. Vid pendeltåg föredrar flera operatörer ståplatser före sittplatser när tågen riskerar att bli fullsatta. Tex. London, Tokyo och New York.
- Bra acceleration och återladdning av el vid inbromsning. Starkt krav vid lokaltåg där stationerna ligger tätt.
- Hög hastighet. Viktigt vid fjärrtåg. En buss kör < 90 km/t medan nya tåg håller 200–250 km/t (Ref. Bottniabanans marknadsanalys). Youtube-video 2 min: Gröna tågets hastighetsrekord 303 km/t 2008: . Hög hastighet kan kräva:
  - Dynamisk styrning av boggiaxlar (se gångegenskaper)
  - Lutande vagnskorgar (se "Tilting trains", Rickard Persson KTH.[6]).
- Handikappvänlighet är numera ett krav. Bäst om golvet är i plattformens plan. Detta är möjligt om elutrustning placeras på taket i stället för under vagnarna. Det minskar även risken för stopp genom snörök och förenklar den tekniska servicen. Ett exempel är pendeltåget X60. Ökar dessutom tillgängligheten. Alternativt kan lift användas.
- Serviceformer. Lokala pendeltåg erbjuder normalt inga av nedanstående serviceformer medan fjärrtåg med restider över en timme kräver toaletter och vid längre tider alltmer av serviceformerna. Kombineras ofta med klass och biljettpris.
  - Servering i olika former: Dryckesvagn / dryckesautomat. "Bistro". Restaurang.
  - Toalett
  - Eluttag för till exempel batteriladdare till dator, musikspelare, DVD-spelare mm.
  - Internetuppkoppling.
- Energikälla. El eller diesel. Bestäms av infrastrukturen (bansystemet).
- Tillgänglighet, ofta uttryckt i en maximal felfrekvens eller stilleståndstid. Leverantörerna kan nå den specificerade tillgängligheten genom att:
  - Specificera hög kvalitet på varje systemkomponent som verifieras i omfattande tester.
  - Utnyttja multiplar av varje komponentslag så att tåget kan köra även om en komponent havererar. Tex. dubbla strömavtagare (används alltid), flera transformatorer), många traktionsmotorer mm.
  - Moduluppbyggnad där komponenter snabbt kan bytas så att stilleståndstiden minskar. Exempel kan komponenter placeras på taket och enkelt kan lyftas ur.

I projektet Gröna tåget har KTH och Konstfack (Karl Kottenhoff och Evert Andersson) gjort en studie av vad passagerare har för preferenser..